# Pieve

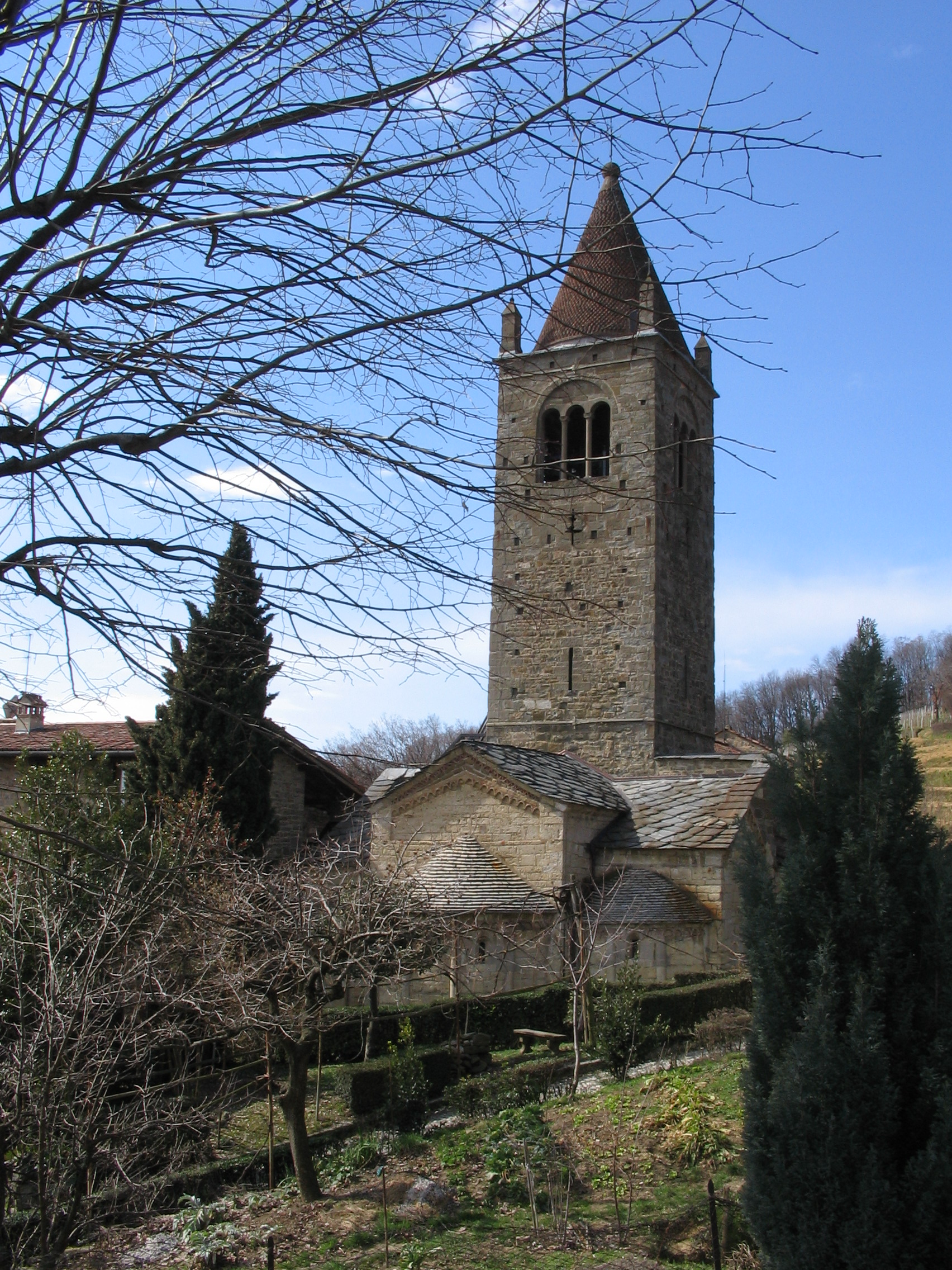
Sant Egidi, a Sotto il Monte Giovanni XXIII

La pieve (del llatí: plebs, "poble") és una església rural amb un baptisteri annex. A l'alta edat mitjana la pieve, dita església matriu o plebania, era el centre d'una circumscripció territorial civil i religiosa. Li eren reservades algunes funcions litúrgiques, i d'ella depenien altres esglésies i capelles sense baptisteri. Durant la baixa edat mitjana les funcions pròpies de les pieves van passar a les parròquies.

## Història

### Orígens
La paraula pieve es deriva directament del llatí plebs (= plebe, genitiu Plebis). Amb el creixement progressiu del cristianisme el terme va passar a indicar la comunitat de batejats, fins i tot dins d'una organització territorial. En l'època romana, un pieve podia sorgir tant a les zones urbanes com a les rurals.
Després de la caiguda de l'Imperi Romà d'Occident i la desintegració gradual de les institucions i estructures ubicades al govern territorial, l'administració de les pievi va passar en gran part a les autoritats religioses, tant a les zones camperoles tant a les ciutats de certa importància (o perquè eren seu de mercat o seus administratives o estacions de posta, o fins i tot assentaments agrícoles més grans). El desenvolupament d'aquesta organització territorial es va produir a les zones on l'autoritat central era feble, sovint de difícil accés.
Amb l'arribada dels longobards, el terme "plebs" - "pieve" va arribar a significar les poblacions sotmeses, necessàries per pagar impostos als conqueridors, els qui, per contra, s'agrupaven en les "fares". El terme passà després a caracteritzar el conflicte entre els subjectes culturals i socials entre els súbdits "romans" i la classe dominant lomgobarda. A la Llombardia aquestes agrupacions van ser coneguts com a esglésies, tribunals o esquadres.

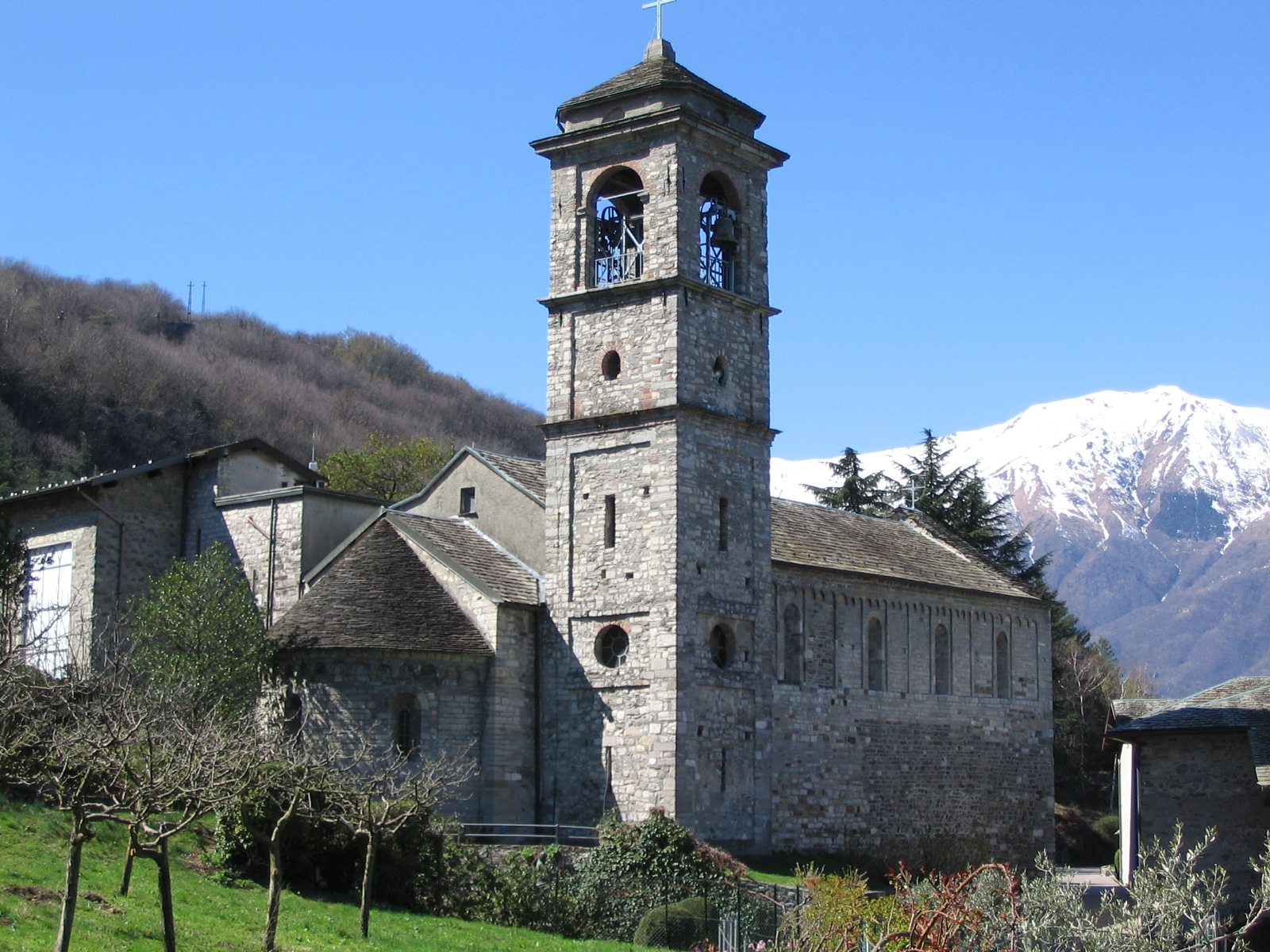
Priorat de Piona (segle XII), a Colico

### Les pieves eclesiàstiques
La difusió de les esglésies de l'església va començar al segle vi, amb la desaparició de l'organització estatal romana. Després de la desintegració gradual de l'imperi, la propietat dels pieves passà al bisbe de les esglésies. A les zones on la divisió de la terra romana encara no havia estat cancel·lada pel temps, els pieves eclesiàstics es van construir en un punt concret: el Quintario, o la carretera més ampla que l'altra, que es dibuixen cada cinc lots de la retícula centurial.
El pieve, a més de ser el nucli de l'organització eclesiàstica al camp, va heretar les funcions civils i administratius del municipi romà, assumint el paper de "centre" del territori. El rector de fet, a més de ser el governador d'ànimes, assumí funcions civils i administratives: mantenia un registre dels naixements, custodiava testaments i escriptures de venda de terrenys. Les pieves s'ocupaven de recaptar impostos i recollir els delmes. També coordinaven el treball en la defensa del territori: la recuperació de terres, canalitzacions, etc. El pieve, per tant, era alhora un centre religiós com una entitat territorial (plebs cum capellis et decimis: la pieve servia com l'església mare, les capelles eren els centres religiosos menys controlades per aquesta dependència). Les esglésies de la parròquia sovint eren equipats amb el seu propi hospital; el cementiri també constitueia el lloc de mercat.
Aquest fenomen va tenir lloc una vasta àrea que inclou tota la Itàlia del Nord i part del centre de les Marques, Umbria i Toscana, així com l'illa de Còrsega. El model d'organització territorial plebea va continuar realitzant la seva funció històrica fins al començament del segle xii.

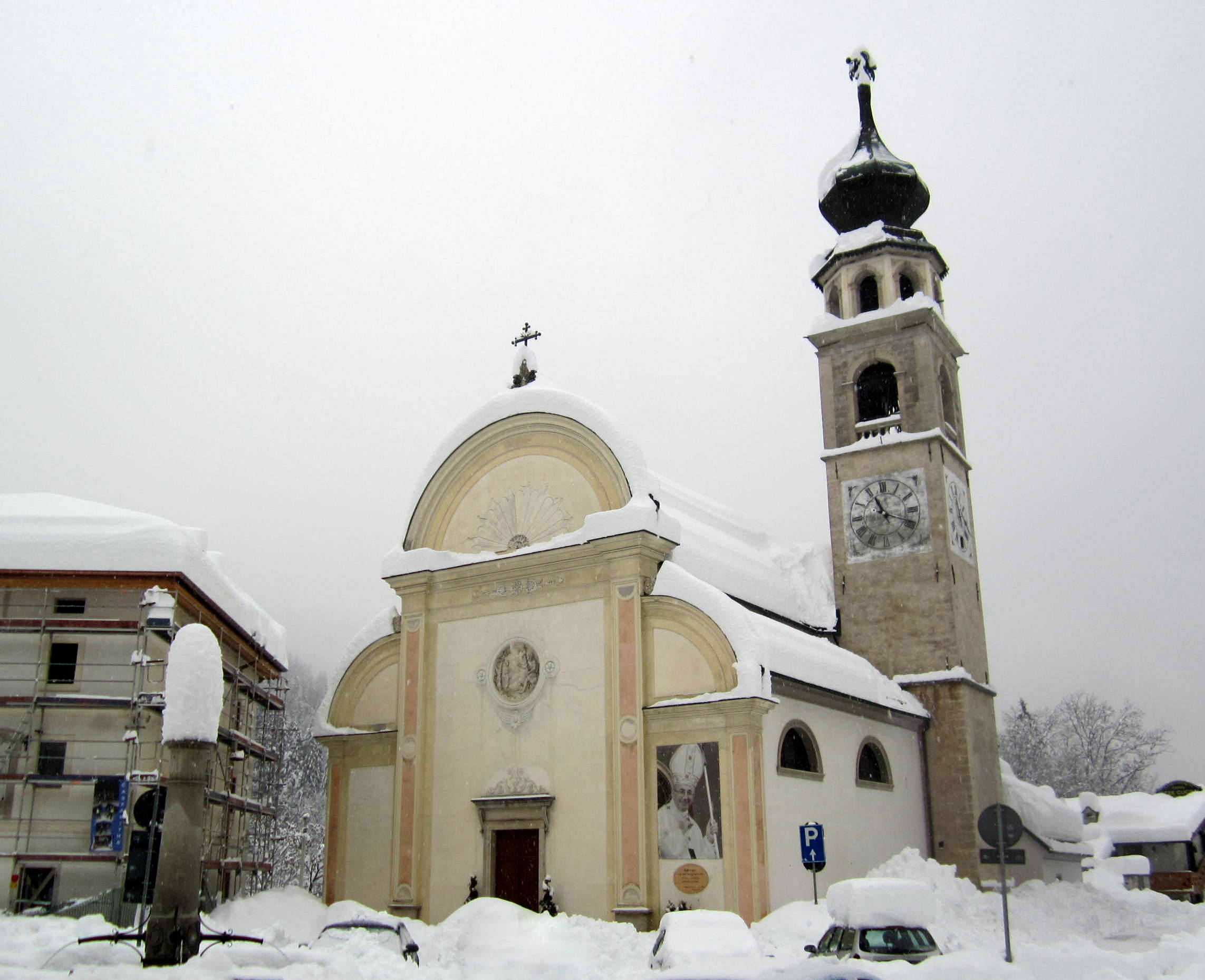
La plebana de San Giovanni Battista a Canale d'Agordo.

Entre els segles IX i x, les pievi començaren a estar equipats amb campanars (tal element no existia a principis esglésies paleocristianes i romanes d'Orient), contribuint, en alguns casos a canviar les característiques estructurals dels edificis. El campanar era situat a poca distància de les parets de l'església. Era molt més alt que l'església i, en la seva superfície, en comptes de tenir les finestres van ser proveïts amb espitlleres: el campanar feia sovint el paper de la torre de vigilància, per assenyalar el perill (des d'atacs enemics a l'existència de possibles incendis). La funció religiosa de les esglésies era essencial a una Itàlia molt poc urbanitzada de l'alta edat mitjana: per als que vivien lluny dels centres urbans era l'únic lloc de culte en el qual es podia administrar tots els sagraments, des del baptisme. Originalment, de fet, el ritu del baptisme se celebrava només en catedrals, concretament a les ciutats. Especialment en les regions del nord d'Itàlia i a la Toscana, el terme passà a indicar les esglésies amb pila baptismal (també anomenades "esglésies baptismals").
Al voltant del segle x va començar a utilitzar-se el terme "pieve" amb significat de «centre d'una circumscripició eclesiàstica».
A la pieve sovint es refereixen pobles (o "viles") del voltant, també equipades amb la seva pròpia església (capella) i capellà curat (sacerdot vicari oficiant), encara subjectes al rector. En aquestes capelles es duien a terme totes les funcions litúrgiques normals, excepte el baptisme. Els vicaris (el sacerdot), a l'Edat Mitjana, vivien en comunitat, en una casa anomenada casa parroquial i eren anomenats "canonges" (del cànon, una llista dels ministres de l'església) i s'unien a les esglésies subjectes per la massa festiva i l'ensenyament doctrinal. Més tard es van establir les esglésies sucursals de les viles, que en molts casos tenien una pila baptismal i un cementiri ("curazie"), en qualitat de curat, iniciant el procés de formació de les parròquies (el pas de les pievi a les parròquies, es va iniciar en les primeres dècades del 1100).
A la baixa edat mitjana, com a resultat d'aquestes transformacions, l'església va perdre les funcions civils i va anar a una dimensió exclusivament religiosa. El terme "pleus" van venir a significar el territori de la circumscripció d'una església baptistal.
Una excepció a aquest procés va tenir lloc a Còrsega, on la pieve ha constituït la principal divisió administrativa de l'illa des de l'Edat Mitjana, i es va mantenir fins a principis de l'administració francesa (1768). Van ser reemplaçats més tard pels cantons, que sovint es fan ressò de les fronteres.

## Els topònims

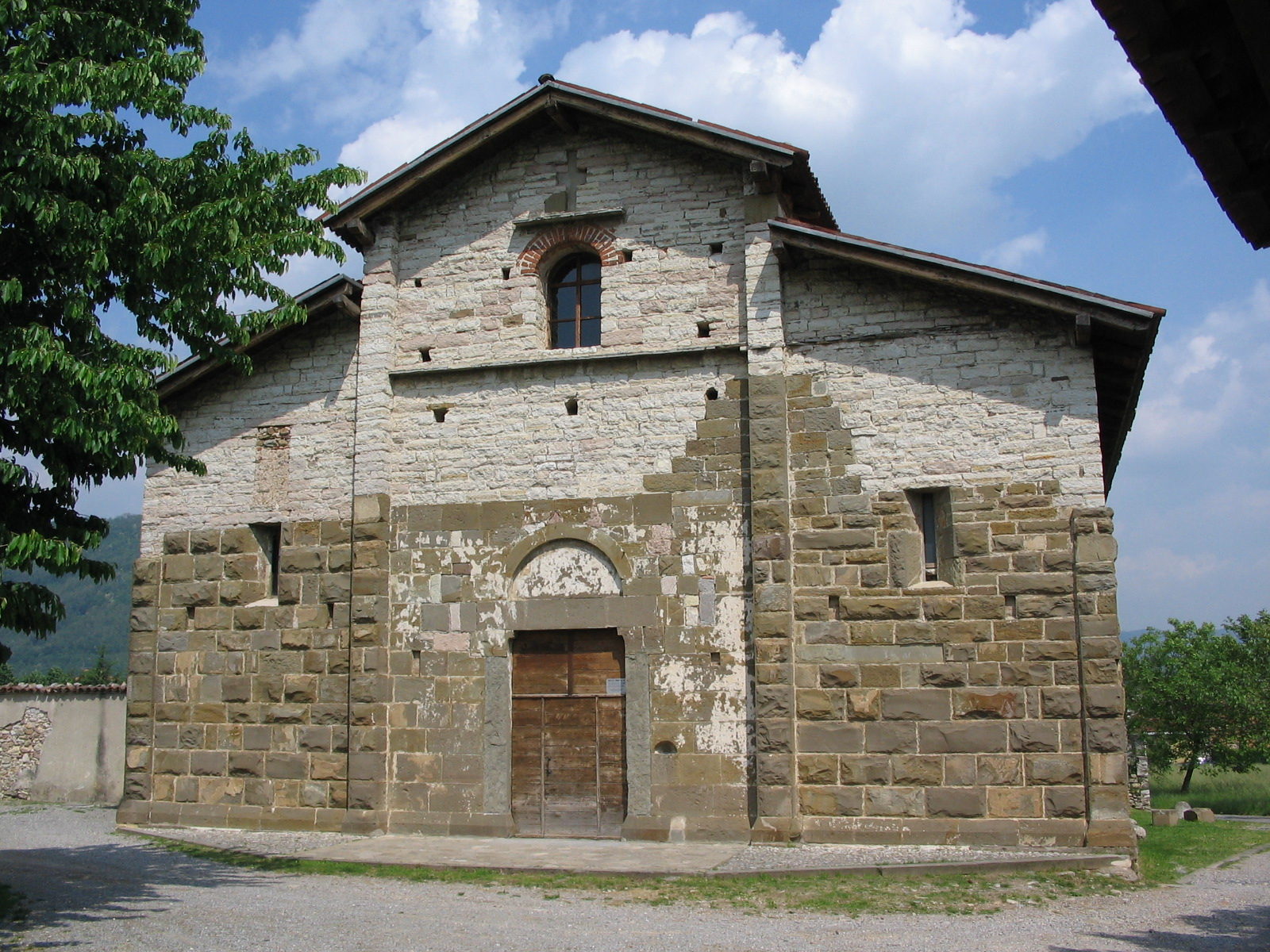
Pieve de San Giorgio (segle XII), a Almenno San Salvatore.

Del terme deriven molts topònims com Pieve Ligure, Pieve di Soligo, Pieve di Cadore, Pieve d'Alpago, Pieve Emanuele i altres.

A la regió milanesa i llombarda, en general, les primeres esglésies van ser dedicades als sants màrtirs venerats ja en el període romà (segles V-VI), o universalment coneguts, o coneguts a la regió de Llombardia.
Algunes de les esglésies més antigues porten el títol de Sant Pere Apòstol. Altres esglésies estan dedicats a la Mare de Déu i al Salvador, com la pieve de Lemine (Almenno San Salvatore) a la bergamasca.
En un període posterior a l'arribada dels llombards es remunten a les esglésies dedicades a sants típicament venerats.
La llista de les parròquies de la diòcesi de Milà el segle xiii es pot trobar al Liber Notitiae Sanctorum Mediolani, de Goffredo da Bussero que va elaborar la llista de les esglésies, altars i sants als quals es dedicaven.